# 조선민주주의인민공화국 사법성
사법성(司法省) 또는 법무성(法務省)은 조선민주주의인민공화국의 법무를 담당하는 중앙 행정 기관으로 1948년 9월 2일 설치되었다. 내각과 각 부처의 법령에 관한 자문과 민사, 상사, 형사 소송과 반동분자에 대한 처결 등을 담당했다. 1961년 10월 13일 국가관리기관 통폐합정책으로 인하여 폐지되었다. 사법성이 가지고 있던 사법권은 중앙재판소에 일부 분담되어 이원체제로 운영되고 있다.

## 연혁
- 1948년 9월 사법성 설치
- 1959년 9월 폐지

## 역대 상, 부상
- 리승엽 1948년 9월 2일 ~ 1953년 3월 5일
- 홍기주 1953년 3월 5일 ~ 1953년 8월 3일(직무대리)
- 홍기주 1953년 8월 3일 ~ 1953년 12월 22일
- 홍기주 1953년 12월 23일 ~ 1957년 8월 13일
- 허정숙 1957년 8월 13일 ~ 1957년 9월 19일, 문화선전상 역임
- 허정숙 1957년 9월 20일 ~ 1959년 9월 23일
- 허정숙 1959년 9월 24일 ~ 1961년 10월 13일

## 관리 조직 및 산하기관
- 사법상
- 사법성 부상
- 법안심의위원회
- 사회주의 헌법심의위원회
- 최고재판소
- 최고검찰소

## 같이 보기
- 조선민주주의인민공화국 중앙재판소
- 일본 사법성